# St. Peter (Illinois)
St. Peter és una població dels Estats Units a l'estat d'Illinois. Segons el cens del 2000 tenia 386 habitants.

## Demografia
Segons el cens del 2000, St. Peter tenia 386 habitants, 156 habitatges, i 111 famílies. La densitat de població era de 276 habitants/km².
Dels 156 habitatges en un 33,3% hi vivien nens de menys de 18 anys, en un 57,7% hi vivien parelles casades, en un 7,7% dones solteres, i en un 28,8% no eren unitats familiars. En el 26,9% dels habitatges hi vivien persones soles el 18,6% de les quals corresponia a persones de 65 anys o més que vivien soles. El nombre mitjà de persones vivint en cada habitatge era de 2,47 i el nombre mitjà de persones que vivien en cada família era de 2,98.
Per edats la població es repartia de la següent manera: un 25,4% tenia menys de 18 anys, un 8,5% entre 18 i 24, un 26,7% entre 25 i 44, un 17,9% de 45 a 60 i un 21,5% 65 anys o més.
L'edat mediana era de 39 anys. Per cada 100 dones de 18 o més anys hi havia 92 homes.
La renda mediana per habitatge era de 31.406 $ i la renda mediana per família de 42.321 $. Els homes tenien una renda mediana de 30.703 $ mentre que les dones 20.625 $. La renda per capita de la població era de 15.192 $. Aproximadament el 6,7% de les famílies i el 12,7% de la població estaven per davall del llindar de pobresa.

## Poblacions més properes
El següent diagrama mostra les poblacions més properes.